# Pseudomeloe anthracinus
Pseudomeloe anthracinus là một loài bọ cánh cứng trong họ Meloidae. Loài này được Fairmaire & Germain miêu tả khoa học năm 1860.